# Herbert Friedman
Herbert Friedman (21 de junio, de 1916 – 9 de septiembre de 2000) fue un científico estadounidense pionero en aplicaciones de cohete sonda a la física solar, aeronomía, y astronomía. 
También fue un estadista y defensor público de la ciencia. Durante su vida, se le concedió la Medalla Eddington de la Royal Astronomical Society, la Medalla Nacional de Ciencia, la Henry Norris Russell Lectureship del American Astronomical Society, la Medalla William Bowie de la American Geophysical Unión, y el Premio Wolf en Física, entre otros. Fue elegido miembro de la Academia Nacional de Ciencias en 1960 y de la Sociedad Filosófica Americana en 1964.
Su servicio a la ciencia incluidos miembros de la Mesa de Comisión Consultiva para la Comisión de Energía Atómica, durante la presidencia de Lyndon Johnson, la Comisión Consultiva de Ciencia del Presidente Nixon, en la ciencia espacial y los consejos de Administración de la Academia Nacional de Ciencias.
Friedman nació el 21 de junio de 1916 en Brooklyn, Nueva York (EE. UU.) el segundo de tres hijos de Samuel y Rebecca Friedman. Su padre era un judío ortodoxo que se trasladó a la ciudad de Nueva York desde Evansville, Indiana, y finalmente estableció una exitosa tienda de enmarcado de obras de arte en Manhattan. La madre de Friedman nació en el este de Europa. Friedman se crio como un aspirante a artista y obtuvo dinero de bolsillo como un hombre joven de la venta de sus bocetos. Entró en el Brooklyn College en 1932 con la idea de especializarse en arte, pero terminó con un título en física. Fue influenciado por su primer profesor de física, el doctor Bernhard Kurrelmeyer, que finalmente le ayudó a obtener una beca para la Universidad Johns Hopkins.
Friedman murió de cáncer en su casa en Arlington, Virginia, el 9 de septiembre de 2000, a la edad de ochenta y cuatro.